# MaK 400 BB
Die MaK 400 BB ist eine schmalspurige vierachsige Diesellokomotive, die 1959 von der Maschinenbau Kiel (MaK) gebaut wurde. Geliefert an eine Werkbahn, kam sie auch bei der Auricher Kreisbahn, der Brohltalbahn und bis 2023 mit der Bezeichnung Gm 4/4 und der Betriebsnummer 241 bei der Rhätischen Bahn (RhB) in der Schweiz zum Einsatz. Seit 2023 ist sie wieder als D4 bei der Brohltalbahn.

## Vorgeschichte
In den 1950er Jahren wurde deutlich, dass die Traktion mit Dampflokomotiven keine Zukunft mehr hatte. Aktuell war hingegen der Bau von Diesel- und Elektrolokomotiven, der der Industrie Umsätze versprach. Potentielle Kunden waren nicht nur die Deutsche Bundesbahn, sondern auch die damals noch zahlreichen Nichtbundeseigenen Eisenbahnen sowie ausländische Eisenbahnunternehmen.
Die Maschinenbau Kiel (MaK) lieferte ab 1953 zahlreiche regelspurige Dieselloks mit Stangenantrieb an private Bahnbetreiber aus. Die schmalspurigen NE-Bahnen griffen aus Kostengründen jedoch auf altbrauchbare Triebwagen für den verbliebenen Personenverkehr und alte Dampfloks für den Güterverkehr zurück. Ersatz für verschlissene Lokomotiven konnte von Bahnen, die den Betrieb eingestellt hatten, fast zum Schrottpreis erworben werden. Aus diesem Grund wurde nur ein einziges Exemplar des Typs MaK 400 BB gebaut.

## Geschichte

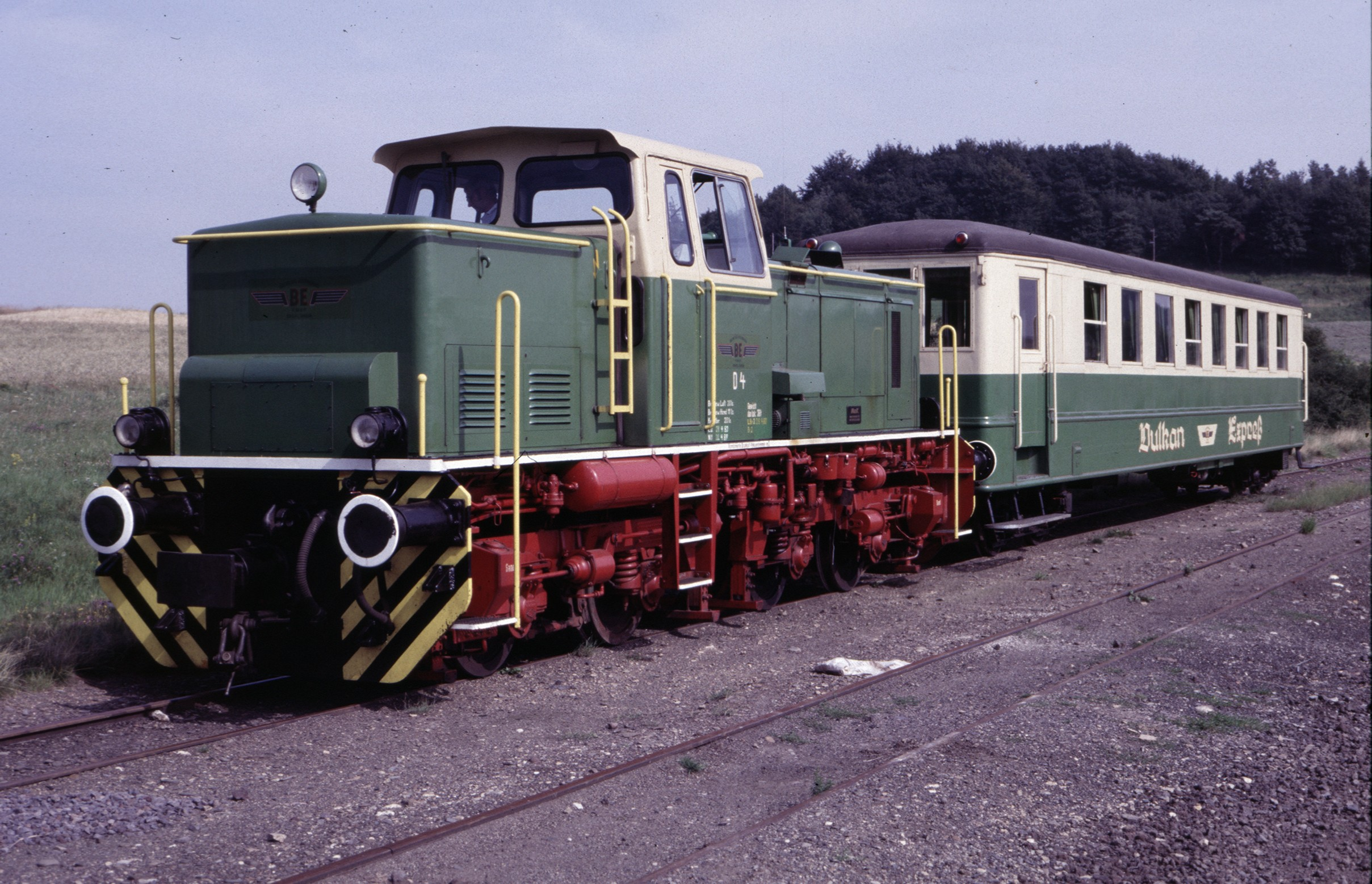
MaK 400 BB als D 4 der Brohltalbahn vor dem „Vulkan-Expreß“ (1984)

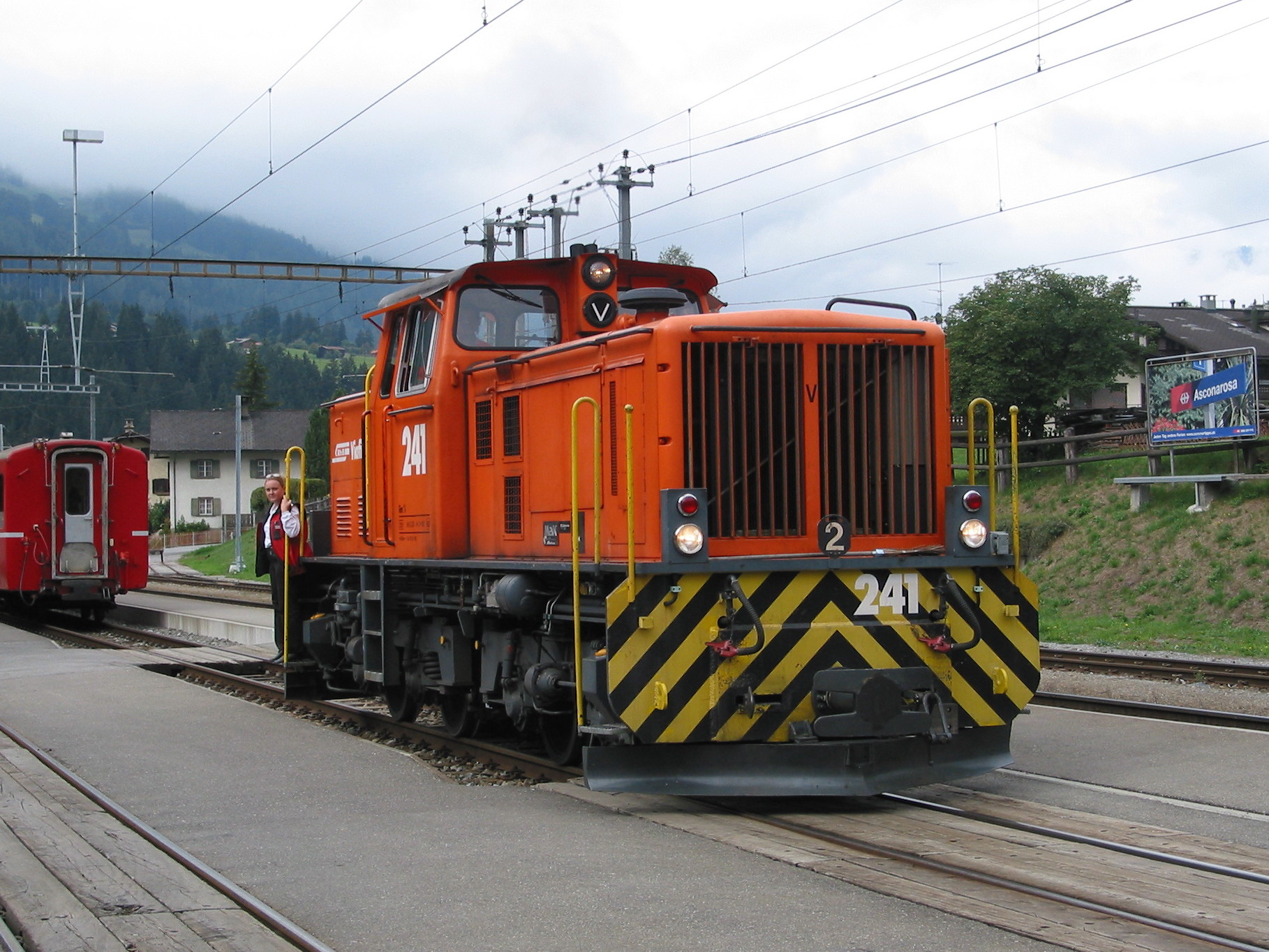
Motorseite der Gm 4/4 241 der RhB im Rangierdienst in Küblis (2003)

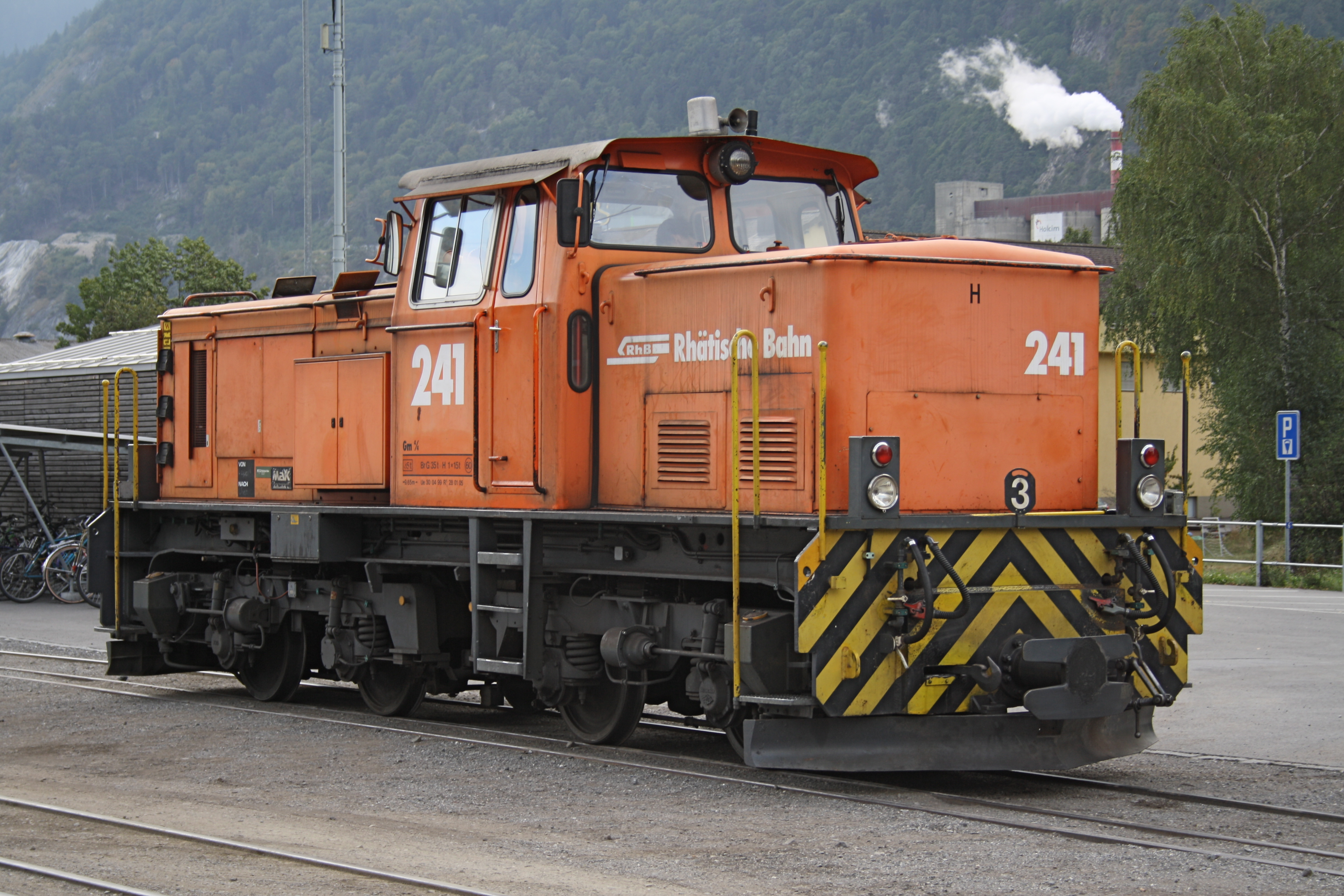
Kompressorseite der MaK 400 BB bei der Rhätischen Bahn in Untervaz (2009)

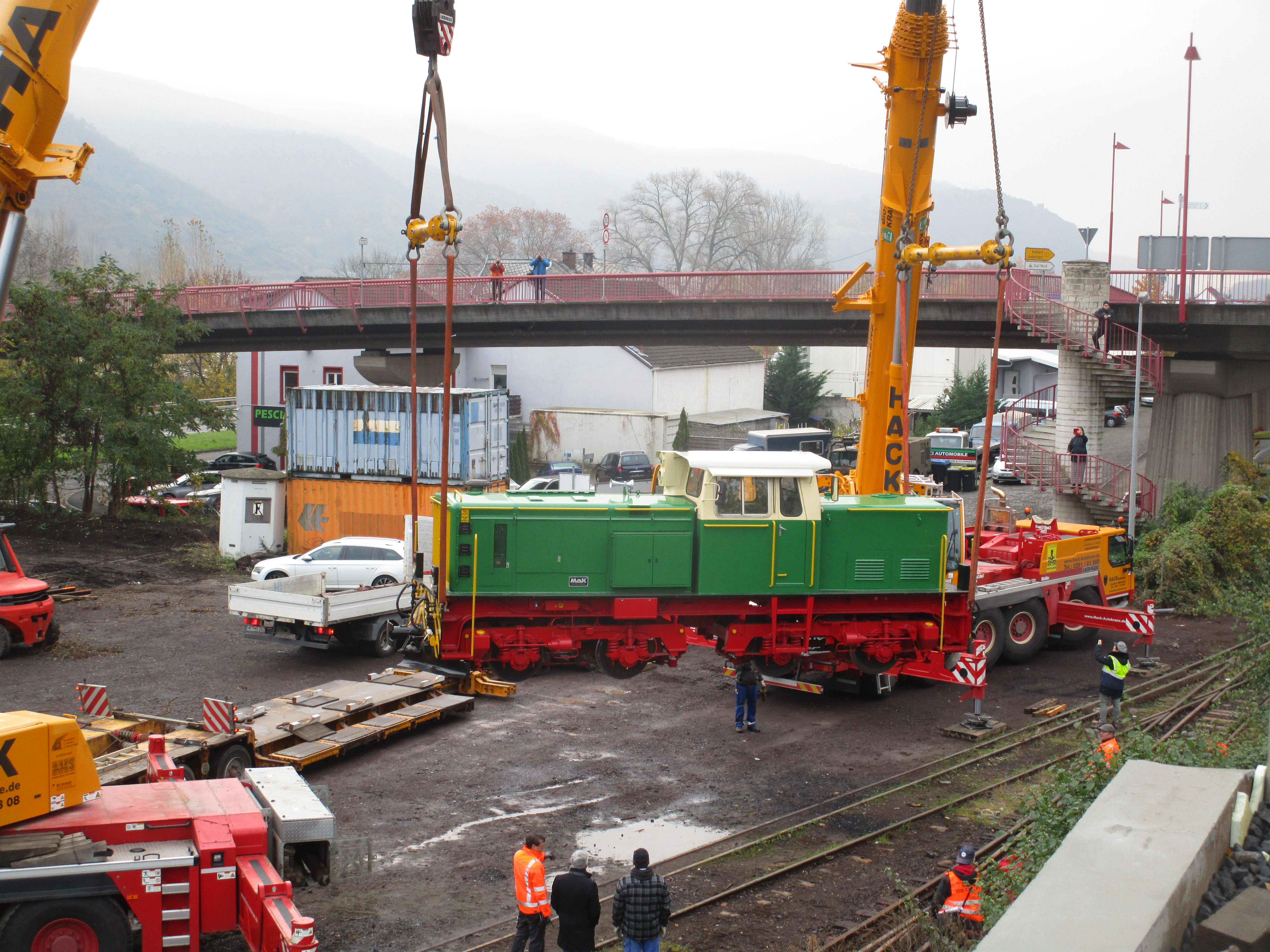
Rückkehr der D 4 zur Brohltalbahn am 17. November 2023 nach 36 Jahren in der Schweiz

Die Lokomotive mit der Fabriknummer 400 029 wurde 1959 von der MaK zunächst an die Werkbahn der Alsen’schen Portland-Cementwerke in Lägerdorf bei Itzehoe (Deutschland) geliefert. Sie wies ursprünglich eine Spurweite von 860 mm auf. 1967 kam sie zur Auricher Kreisbahn und erhielt dort die Bezeichnung D 08. Dafür wurde sie bei Schöma auf Meterspur umgebaut und erhielt für den Rollbockverkehr zusätzliche Zug- und Stoßvorrichtungen für Regelspurwagen. Allerdings war sie schon bald nicht mehr ausgelastet und wurde im Oktober 1969 nach einem Kupplungsschaden abgestellt. 1971 kam sie, nachdem sie bei MaK in Moers instand gesetzt worden war, zur Brohltalbahn. Dort war sie mit der Bezeichnung D 4 bis 1986 im Einsatz, vorwiegend als Reserve und für den „Vulkan-Expreß“. Dieser touristische Zug verkehrte erstmals im März 1977; die D 4 verlor diesen Dienst jedoch zugunsten der Dampftraktion, und auch für den Güterverkehr wurde sie nicht mehr benötigt.
1989 gelangte sie, für den Transport von Abbruchmaterial beim Bau des Vereinatunnels, über einen Fahrzeughändler zur Rhätischen Bahn. Bei der Firma NEVAG in Oberhausen wurde die Lok an die RhB-Normalien angepasst. Sie erhielt entsprechende Zug- und Stoßvorrichtungen, eine Saugluftbremse für angehängte Fahrzeuge, eine vereinfachte Sicherheitssteuerung und einen neuen Anstrich. In der Schweiz bekam sie die Baureihenbezeichnung Gm 4/4 und die Betriebsnummer 241. Sie erwies sich in den ersten Jahren als sehr störanfällig, da die komplizierte Getriebeumschaltung nicht auf viele Fahrtrichtungswechsel ausgelegt war. Aufgrund der häufigen Ausfälle wurde sie schließlich abgestellt.
Die Grundsubstanz der Lokomotive erwies sich aber als gut genug, um einen umfangreichen Umbau wirtschaftlich sinnvoll erscheinen zu lassen. 1999 wurden in der Hauptwerkstätte (HW) Landquart neue Cummins-Motoren, Drehmomentwandler, Lastschaltgetriebe und eine neue Kühleranlage eingebaut. Das Fahrwerk, der Rahmen und die Aufbauten blieben weitgehend erhalten; die gesamte Steuerung des Traktionsteils einschließlich der Ausstattung des Führerstands wurde dem RhB-Standard angepasst, die Druckluftbremse der Lok und die Saugluftbremse für die Wagen wurden vollumfänglich den RhB-Normen angeglichen.
Seit dem Umbau wurde sie weitgehend störungsfrei zumeist in Untervaz im Rangierdienst eingesetzt. 2021 wurde bekannt, dass die RhB den Verkauf der Lok beabsichtigt. 2023 wurde sie von der Interessengemeinschaft Brohltalbahn zurückgekauft, noch in Landquart in grün/weiß mit rotem Fahrgestell neu lackiert und ins Brohltal überführt.

## Beschreibung und Technik
Die MaK 400 BB hat einen Mittelführerstand und zwei ungleich lange Vorbauten. Zwei wassergekühlte Dieselmotoren im längeren Vorbau wirken auf ein hydraulisches Getriebe, das alle vier in zwei Drehgestellen gelagerten Achsen antreibt. Die ursprünglichen Motoren von MWM hatten eine Leistung von jeweils 147 kW.
Die beiden neuen Dieselmotoren leisten je 136 kW, was der Maschine eine Stundenzugkraft von 80 kN bei 20 km/h verleiht. Sie sind nebeneinander im längeren Vorbau untergebracht und über je einen Wandler der Firma Twindisc mit dem Getriebe verbunden, welches mittig zwischen den Drehgestellen angeordnet ist.
Die Lokomotive verfügt über eine Druckluftbremse, zudem ist eine Saugluftbremse für die Wagen vorhanden. Im hinteren, kürzeren Vorbau sind der Kompressor, die Druckluft- und Dieselbehälter sowie die Batterie untergebracht.
Weiterentwicklungen dieser Lok sind die DB-Baureihe V 51 und DB-Baureihe V 52, die in MaK-Lizenz bei Gmeinder gebaut wurden.